# Бінт-Джбейль
Бінт-Джбейль (بنت جبيل — «дочка Бібла») — південноліванське місто з населенням 30 тисяч осіб. Розташоване за 4 км на північ від ізраїльської кордону та за 122 км на південь від Бейрута.

## Короткий опис
Друге за населенням місто провінції Набатія. На думку деяких істориків, назва міста походить від назви одного з єменських племен, які століттями тому переселилися сюди з єменських міст Джибла, Джабалан Аль-Ардаба та Джабалан Аль-Раїма. Натомість інші історики вважають, що місто заснували фінікійці, які переселилися з місцевості, де зараз знаходиться північноліванське місто Бібл (арабською — Джбейль), тож назва міста Бінт-Джбейль має означати «дочка Бібла».
З 1985 до 2000 року місто було окуповане Ізраїлем. Після виведення ЦАГАЛ, перетворене Хізбаллою на укріплений район, тому в ізраїльських ЗМІ Бінт-Джбейль часто називають «столицею Хізбалли». 2006 року тут проходили запеклі бої між Хізбаллою та Армією оборони Ізраїлю.